# Seri DeYoung
Seraphine „Seri“ DeYoung (* 11. April 1989 in San Bernardino County, Kalifornien) ist eine US-amerikanische Schauspielerin. Daneben inszenierte sie mehrere Kurzfilme, für die sie als Regisseurin, Drehbuchautorin und Produzentin verantwortlich zeichnete.

## Leben
Seri DeYoung wuchs in Corrales auf. Sie begann ihre Schauspielkarriere als Teenager auf der Bühne, bevor sie zu Film und Fernsehen wechselte. Zu ihren bekannten Serienrollen gehören Code Black, Medium, Breaking Bad und NCIS, außerdem bekam sie einige Rollen in Spielfilmen.
DeYoung schreibt, inszeniert und produziert nebenbei Kurzfilme, die auf Festivals im In- und Ausland gezeigt wurden.

## Filmografie
Schauspielerin
- 2008: Breaking Bad (Fernsehserie, 1 Episode)
- 2008: The Burrowers – Das Böse unter der Erde (The Burrowers, ungenannt)
- 2009: Laid to Rest
- 2009: Steven Seagal’s The Keeper (The Keeper)
- 2010: Medium – Nichts bleibt verborgen (Medium, Fernsehserie, 1 Episode)
- 2011: Navy CIS (NCIS, Fernsehserie, 1 Episode)
- 2011: Gringas (Kurzfilm)
- 2011: In Our Hands (Kurzfilm)
- 2012: Captain Planet (Kurzfilm)
- 2013: Four Winds (Kurzfilm)
- 2013: The Flip Side (Fernsehserie, 1 Episode)
- 2014: Bullet
- 2014: In Touch (Kurzfilm)
- 2014: LA Stories (Kurzfilm)
- 2015: Beauty in the Broken
- 2016: Still Life (Kurzfilm)
- 2016: Code Black (Fernsehserie, 1 Episode)
- 2017: Jean-Claude Van Johnson (Fernsehserie, 1 Episode)
- 2018: The Pact (Fernsehserie, 1 Episode)
- 2018: American Horror Story (Fernsehserie, 1 Episode)
- 2018: Forever (Fernsehserie, 1 Episode)
- 2018–2019: S.W.A.T. (Fernsehserie, 3 Episoden)
- 2019: Adam Ruins Everything (Fernsehserie, 1 Episode)
- 2019: Into the Dark (Fernsehserie, 1 Episode)
- seit 2019: Good Trouble (Fernsehserie)
- 2022: Tender Points: A Fibromyalgia Journey (Dokumentarfilm)
- 2023: Maya

Regisseurin
- 2013: Daisy (Kurzfilm, auch Drehbuch und Produktion)
- 2014: In Touch (Kurzfilm, auch Drehbuch und Produktion)
- 2015: Summer, Maybe (Kurzfilm, auch Drehbuch und Produktion)
- 2016: Still Life (Kurzfilm, auch Drehbuch und Produktion)
- 2017: Take Care, Brother (Kurzfilm, auch Drehbuch und Produktion)
- 2018: Back to You (Kurzfilm)
- 2019: Throw Like a Girl (Kurzfilm)
- 2022: Tender Points: A Fibromyalgia Journey (Dokumentarfilm, auch Drehbuch und Produktion)

## Auszeichnungen
- Gewinner: Bestes Drehbuch, Hollywood Kurzfilmfestival für In Touch
- Gewinner: Bester Kurzfilm, Sunset Film Festival Los Angeles für Still Life